# Storena paucipunctata
Storena paucipunctata är en spindelart som beskrevs av Rudy Jocqué och Baehr 1992. Storena paucipunctata ingår i släktet Storena och familjen Zodariidae.
Artens utbredningsområde är Western Australia. Inga underarter finns listade i Catalogue of Life.